# 塔布克之戰
塔布克之戰（阿拉伯語：غزوة تبوك；英語：Battle of Tabouk、Battle of Tabuk）據說是穆罕默德在公元630年10月領導進行的一次軍事遠征。據穆斯林的傳記所載，穆罕默德領導三萬人北上至今沙特阿拉伯西北部的塔布克，意圖與拜占庭軍交戰。即使這戰事表示了拜占庭－阿拉伯戰爭的開端，這都不是一次具有代表性的戰事。沒有當代的拜占庭文獻記載塔布克之戰，許多的細節都是來自後世穆斯林的資料。由於兩軍並沒有相遇，一些西方學者質疑塔布克之戰相關細節的真實性。塔布克之戰在阿拉伯世界被廣泛認同是史實。

## 过程
塔布克之戰據說發生在伊斯蘭曆9年。據印度穆斯林作家賽義夫·拉赫曼·穆巴拉克普里所著的聖徒傳《密封的花蜜》所載，拜占庭皇帝希拉克略認為阻止穆斯林的勢力繼續擴張成為燃眉之急，遂起了征服阿拉伯之意，不然穆斯林的勢力會變得相當強大，會為鄰近的阿拉伯地區帶來麻煩及不穩定的因素。據穆斯林的文獻所載，希拉克略召集了數量龐大的拜占庭軍隊及支持羅馬的加薩尼人（Ghassanids），對穆斯林發動了攻勢。
在敍利亞及麥地那之間通商的納巴泰人將這個威脅的傳言帶到麥加。他們將希拉克略備戰及據說軍隊數量高達四萬至十萬人的消息傳達到這裡，軍隊當中還包括拜占庭的盟友盧克漢姆、裘得漢等部落。
穆罕默德認為應防範及調查可能存在的威脅，於是組成前往敍利亞的遠征隊。當時正處於饑荒，錢財不多，穆斯林仍竭力捐助，遠征隊得以啟程。
穆罕默德向北面的塔布克進發，與以往的伊斯蘭軍隊比較，三萬人是一個相當龐大的數字。穆斯林在此前從來沒有組成這種規模的軍隊前行。
抵達及駐紮在塔布克後，穆罕默德準備迎戰拜占庭人，然而拜占庭人卻沒有到來。穆罕默德在塔布克逗留了一段日子，又偵察了鄰近的地區，都沒有發現拜占庭人的蹤跡。據傳希拉克略當時在希姆斯（Hims）。據一些穆斯林史學家所述，在得悉穆罕默德向北推進後，希拉克略可能已放棄了進攻。值得注意的是，希拉克略在630年以虔誠基督徒的身分赤足前往耶路撒冷朝聖，並修復聖墓教堂的真十字架。
不過，有一些意見認為穆斯林軍隊在人跡罕至的阿拉伯半島上贏得了名聲。
一些當地的部族向穆罕默德效忠，同意繳納吉茲亞稅。穆罕默德向這些部落保證他們的宗教自由。
塔布克之戰的長遠影響是一些阿拉伯部落不再支持拜占庭人，轉而加入穆罕默德一方，擴大了穆斯林的勢力。

## 外部連結
- 塔布克遠征 （页面存档备份，存于）